# マット・クック
マシュー・デビッド・クック（Matthew David Koch, 英語発音: /ˈmæθju ˈdeɪvɪd ˈkʊk/; 1990年11月2日 - ）は、アメリカ合衆国アイオワ州チェロキー出身のプロ野球選手（投手）。右投左打。現在は、フリーエージェント（FA）。

## 経歴

### プロ入り前
2009年のMLBドラフト37巡目（全体1128位）でボストン・レッドソックスから指名されたが、この時は契約せずにルイビル大学へ進学した。

### プロ入りとメッツ傘下時代
2012年のMLBドラフト3巡目（全体107位）でニューヨーク・メッツから指名され、プロ入り。契約後、傘下のA-級ブルックリン・サイクロンズでプロデビュー。13試合（先発2試合）に登板して0勝2敗、防御率5.01、19奪三振を記録した。
2013年はA級サバンナ・サンドナッツでプレーし、18試合（先発15試合）に登板して6勝4敗、防御率4.70、68奪三振を記録した。
2014年はA+級セントルーシー・メッツでプレーし、22試合に先発登板して10勝4敗、防御率4.64、63奪三振を記録した。
2015年はAA級ビンガムトン・メッツでプレーした。

### ダイヤモンドバックス時代
2015年8月30日にアディソン・リードとのトレードで、ミラー・ディアスと共にアリゾナ・ダイヤモンドバックスへ移籍した。移籍後は傘下のAA級モービル・ベイベアーズでプレーし、移籍前を含めた2球団合計で36試合（先発9試合）に登板して5勝8敗、防御率3.20、61奪三振を記録した。オフの11月20日にはルール・ファイブ・ドラフトでの流出を防ぐために40人枠入りした。
2016年、マイナーではAA級モービルとAAA級リノ・エーシズでプレーし、2球団合計で21試合に先発登板して6勝6敗、防御率4.08、74奪三振を記録した。9月6日にメジャー初昇格を果たし、9日のサンフランシスコ・ジャイアンツ戦でメジャーデビュー 。この年メジャーでは7試合（先発2試合）に登板して1勝1敗1セーブ、防御率2.00、10奪三振を記録した。
2017年、メジャーでは1試合のみの登板であり、1アウトも取れなかった（防御率∞）。マイナーではA-級ヒルズボロ・ホップスとAAA級リノでプレーし、2球団合計で10試合に先発登板して2勝2敗、防御率8.40、25奪三振を記録した。
2018年はメジャーで一時先発ローテーション入りし、19試合（先発14試合）に登板して5勝5敗、防御率4.15、50奪三振を記録した。
2019年は開幕メジャー入りするも、9試合で防御率9.15と滅多打ちに遭った。4月28日にDFAとなり、5月3日にマイナー契約でAAA級リノへ配属された。オフの11月7日にFAとなった。

### ヤクルト時代
2019年12月13日に東京ヤクルトスワローズと契約に合意し入団した。
2020年は、3月に上半身のコンディション不良を発症して開幕は二軍スタートとなった。二軍公式戦（イースタン・リーグ）7試合に登板し、3勝2敗、防御率2.77と結果を残して、8月に1軍昇格。8月22日の阪神タイガース戦でNPB初登板初先発したが、4回6失点で降板した。最終的にイースタン・リーグでは5勝を挙げ最多勝を獲得したものの、一軍では1勝も挙げることができず、11月16日に今シーズン限りでの退団が発表された。

### インディアンス傘下時代
2021年4月23日にクリーブランド・インディアンスとマイナー契約を結んだ。傘下のAAA級コロンバス・クリッパーズでは34試合に登板して4勝2敗、防御率5.83の成績を残したが、オフの11月7日にFAとなった。

### マリナーズ時代
2022年3月10日にシアトル・マリナーズとマイナー契約を結んだ。シーズンでは開幕を傘下のAAA級タコマ・レイニアーズで迎え、4月13日にメジャー契約を結んでアクティブ・ロースター入りした。4月29日にDFAとなり、5月5日にマイナー契約でAAA級タコマへ配属された。オフにFAとなった。

### ロッキーズ時代
2022年11月29日にコロラド・ロッキーズとマイナー契約を結んだ。2023年6月27日にメジャー契約を結んでアクティブ・ロースター入りした。この年は39試合(先発1試合)に登板し、3勝2敗、セーブこそなかったもののプロ初ホールドを含む6ホールド、防御率5.12と及第点の成績を残した。
翌2024年も同チームに残留したが、開幕はマイナーで迎えた。5月19日にメジャー昇格。23日に行われた交流戦のアスレチックス戦で、メジャー復帰後初となるセーブを挙げた。しかし、27日にマイナーに降格。それ以降はマイナー暮らしが続き、9月30日にFAとなった。結局、この年メジャーでは、前述の登板を含め、2試合にリリーフ登板したが、1セーブのみに終わり、防御率81.00、WHIPも12.00と散々な成績に終わった。

## 投球スタイル
| 球種           | 配分 % | 平均球速 mph (km/h) | 水平運動 in | 鉛直運動 in |
| -------------- | ------ | ------------------- | ----------- | ----------- |
| フォーシーム   | 49     | 93 (150)            | -6          | 8           |
| カッター       | 27     | 90 (145)            | 0           | 4           |
| チェンジアップ | 16     | 86 (139)            | -7          | 4           |
| スライダー     | 7      | 81 (130)            | 3           | -4          |

最速153km/hの直球とカッター、スライダー、チェンジアップ、カーブを投げ、制球力が持ち味である。

## 詳細情報

### 年度別投手成績
| 年 度    | 球 団    | 登 板 | 先 発 | 完 投 | 完 封 | 無 四 球 | 勝 利 | 敗 戦 | セ 丨 ブ | ホ 丨 ル ド | 勝 率 | 打 者 | 投 球 回 | 被 安 打 | 被 本 塁 打 | 与 四 球 | 敬 遠 | 与 死 球 | 奪 三 振 | 暴 投 | ボ 丨 ク | 失 点 | 自 責 点 | 防 御 率 | W H I P |
| -------- | -------- | ----- | ----- | ----- | ----- | -------- | ----- | ----- | -------- | ----------- | ----- | ----- | -------- | -------- | ----------- | -------- | ----- | -------- | -------- | ----- | -------- | ----- | -------- | -------- | ------- |
| 2016     | ARI      | 7     | 2     | 0     | 0     | 0        | 1     | 1     | 1        | 0           | .500  | 69    | 18.0     | 9        | 1           | 4        | 0     | 2        | 10       | 0     | 0        | 4     | 4        | 2.00     | 0.72    |
| 2017     | ARI      | 1     | 0     | 0     | 0     | 0        | 0     | 0     | 0        | 0           | ----  | 3     | 0.0      | 2        | 0           | 1        | 0     | 0        | 0        | 0     | 0        | 3     | 3        | ----     | ----    |
| 2018     | ARI      | 19    | 14    | 0     | 0     | 0        | 5     | 5     | 0        | 0           | .500  | 360   | 86.2     | 88       | 19          | 22       | 1     | 6        | 50       | 3     | 0        | 43    | 40       | 4.15     | 1.27    |
| 2019     | ARI      | 9     | 0     | 0     | 0     | 0        | 0     | 0     | 0        | 0           | ----  | 96    | 20.2     | 29       | 8           | 4        | 0     | 5        | 9        | 1     | 0        | 21    | 21       | 9.15     | 1.60    |
| 2020     | ヤクルト | 7     | 2     | 0     | 0     | 0        | 0     | 3     | 0        | 0           | .000  | 82    | 16.0     | 29       | 2           | 3        | 0     | 1        | 6        | 0     | 0        | 19    | 14       | 7.88     | 2.00    |
| 2022     | SEA      | 4     | 0     | 0     | 0     | 0        | 0     | 0     | 0        | 0           | ----  | 19    | 4.1      | 5        | 2           | 1        | 0     | 0        | 3        | 0     | 0        | 4     | 4        | 8.31     | 1.38    |
| 2023     | COL      | 39    | 1     | 0     | 0     | 0        | 3     | 2     | 0        | 6           | .600  | 163   | 38.2     | 41       | 7           | 9        | 0     | 2        | 27       | 0     | 0        | 22    | 22       | 5.12     | 1.29    |
| 2024     | COL      | 2     | 0     | 0     | 0     | 0        | 0     | 0     | 1        | 0           | ----  | 5     | 0.1      | 3        | 1           | 1        | 0     | 0        | 0        | 0     | 0        | 4     | 3        | 81.00    | 12.00   |
| MLB：7年 | MLB：7年 | 81    | 17    | 0     | 0     | 0        | 9     | 8     | 1        | 6           | .529  | 715   | 168.2    | 177      | 38          | 42       | 1     | 15       | 99       | 4     | 0        | 101   | 97       | 5.18     | 1.30    |
| NPB：1年 | NPB：1年 | 7     | 2     | 0     | 0     | 0        | 0     | 3     | 0        | 0           | .000  | 82    | 16.0     | 29       | 2           | 3        | 0     | 1        | 6        | 0     | 0        | 19    | 14       | 7.88     | 2.00    |

- 2024年度シーズン終了時
- 「-」は記録なし

### 年度別打撃成績
| 年 度    | 球 団    | 試 合 | 打 席 | 打 数 | 得 点 | 安 打 | 二 塁 打 | 三 塁 打 | 本 塁 打 | 塁 打 | 打 点 | 盗 塁 | 盗 塁 死 | 犠 打 | 犠 飛 | 四 球 | 敬 遠 | 死 球 | 三 振 | 併 殺 打 | 打 率 | 出 塁 率 | 長 打 率 | O P S |
| -------- | -------- | ----- | ----- | ----- | ----- | ----- | -------- | -------- | -------- | ----- | ----- | ----- | -------- | ----- | ----- | ----- | ----- | ----- | ----- | -------- | ----- | -------- | -------- | ----- |
| 2016     | ARI      | 7     | 6     | 3     | 0     | 0     | 0        | 0        | 0        | 0     | 0     | 0     | 0        | 2     | 0     | 1     | 0     | 0     | 3     | 0        | .000  | .250     | .000     | .250  |
| 2017     | ARI      | 1     | 0     | 0     | 0     | 0     | 0        | 0        | 0        | 0     | 0     | 0     | 0        | 0     | 0     | 0     | 0     | 0     | 0     | 0        | .000  | .000     | .000     | .000  |
| 2018     | ARI      | 19    | 23    | 17    | 1     | 1     | 0        | 0        | 0        | 1     | 0     | 0     | 0        | 3     | 0     | 3     | 0     | 0     | 11    | 0        | .059  | .200     | .059     | .259  |
| 2019     | ARI      | 9     | 6     | 6     | 0     | 0     | 0        | 0        | 0        | 0     | 0     | 0     | 0        | 0     | 0     | 0     | 0     | 0     | 5     | 0        | .000  | .000     | .000     | .000  |
| 2024     | COL      | 2     | 0     | 0     | 0     | 0     | 0        | 0        | 0        | 0     | 0     | 0     | 0        | 0     | 0     | 0     | 0     | 0     | 0     | 0        | .000  | .000     | .000     | .000  |
| MLB：5年 | MLB：5年 | 77    | 35    | 26    | 1     | 1     | 0        | 0        | 0        | 1     | 0     | 0     | 0        | 5     | 0     | 4     | 0     | 0     | 19    | 0        | .038  | .167     | .038     | .205  |

- 2024年度シーズン終了時

### 年度別守備成績
| 年 度 | 球 団    | 投手  | 投手  | 投手  | 投手  | 投手  | 投手     |
| 年 度 | 球 団    | 試 合 | 刺 殺 | 補 殺 | 失 策 | 併 殺 | 守 備 率 |
| ----- | -------- | ----- | ----- | ----- | ----- | ----- | -------- |
| 2020  | ヤクルト | 7     | 2     | 2     | 0     | 0     | 1.000    |
| NPB   | NPB      | 7     | 2     | 2     | 0     | 0     | 1.000    |

- 2021年度シーズン終了時

### 記録
投手記録
- 初登板・初先発登板：2020年8月22日、対阪神タイガース11回戦（明治神宮野球場）、4回6失点で敗戦投手
- 初奪三振：同上、4回表に梅野隆太郎から空振り三振

打撃記録
- 初打席：初登板参照、3回裏に西勇輝から二ゴロ

### 登場曲
- 「Good Life ft. T-Pain」Kanye West（2020年 - ）

### 背番号
- 55（2016年 - 2019年）
- 33（2020年）
- 41（2022年）
- 54（2023年 - 2024年）